# 山庄新华日报社旧址
山庄新华日报社旧址，位于中华人民共和国山西省晋中市左权县麻田镇山庄村，已列为山西省文物保护单位。

## 保护
2016年6月6日，山庄新华日报社旧址由山西省人民政府公布为第六批山西省文物保护单位，编号5-141。